# Heteroptera
Heteroptera là một phân bộ côn trùng khoảng 40.000 loài. Chúng đôi khi được gọi là "bọ thật sự" (theo tiếng Anh "true bugs"), mặc dù tên đó thường được dùng để chỉ chung cho cả bộ Hemiptera. "Heteroptera" là tiếng Hy Lạp có nghĩa là "các cánh khác nhau": hầu hết các loài đều có  hai phần cánh màng và phần cánh cứng; các thành viên của nhóm phụ nguyên thủy Enicocephalomorpha có cánh hoàn toàn là màng mềm.

### Phân loại
- Alydidae
- Cimicidae
- Coreidae
- Lygaeidae
- Miridae
- Pentatomidae
- Reduviidae
- Rhyparochromidae